# Contarinia pulcherrima
Contarinia pulcherrima är en tvåvingeart som beskrevs av Jean-Jacques Kieffer 1909. Contarinia pulcherrima ingår i släktet Contarinia och familjen gallmyggor. Inga underarter finns listade i Catalogue of Life.